# Villa Ariza
Villa Ariza fue el primer barrio de Ituzaingó, un partido de la provincia argentina de Buenos Aires; está situado a unos 2 km de la estación, del lado norte. El dueño de las tierras, el Sr. Ariza, fabricante de cigarrillos, que para promocionar la venta de su loteo ofrecía un lote de terreno mediante la entrega de 500 marquillas vacías de sus cigarrillos. La municipalidad aprobó los planos y le dio el nombre de Villa Esperanza, pero finalmente quedó el nombre original de Villa Ariza. El negocio no prosperó y del loteo se hizo cargo la empresa Pasquié y Cía. y el Banco Supervielle. La casa central del banco estaba en Uruguay, y fue una exigencia de las autoridades de ese banco que las calles de Villa Ariza tuvieran nombres relacionados con la historia de Uruguay. 
Para estimular las ventas de esos terrenos, que en esa época estaban en una zona deshabitada, los rematadores tuvieron la idea de instalar sobre la única calle pavimentada que servía de acceso al barrio unas vías por donde hicieron circular un tranvía a caballo. El tranvía a caballo que hacía el servicio desde la estación Ituzaingó fue un hecho único en el gran Buenos Aires. Luego fue reemplazado por un tranvía a motor y siguió prestando servicios hasta 1935, varios años después de finalizado el remate de tierras de Villa Ariza. Para los pocos vecinos del lado norte de Ituzaingó fue un medio de transporte útil y seguro, que los llevaba a la estación del tren, único vínculo regular con la capital (ciudad de Buenos Aires). En la zona de Villa Ariza existían hornos de ladrillos, por lo que al comprar un terreno se facilitaba la construcción de las viviendas. Esto sirvió como estímulo para muchos compradores. 
El tradicional tranvía finalmente fue reemplazado por el colectivo, originalmente la línea 216, que cambió de número varias veces, pero "Línea 216" quedó como el nombre de la empresa de transportes que aún hoy presta el servicio. 
Villa Ariza hoy está densamente poblada pero al estilo de Ituzaingó, es decir casas bajas y veredas arboladas. La mayoría de sus habitantes pertenece a la clase media, son excepcionales tanto las casas lujosas como las viviendas muy modestas.
La "puerta de entrada" del barrio desde la estación es un cruce de calles muy importante, que desde esos tiempos originales del pueblo todo el mundo conoce como "Los portones", porque una casa con grandes portones servía como punto de referencia del pasajero para indicarle al chofer del colectivo dónde deseaba bajar. Los Portones está formado por el cruce de calles de Olavarría, su continuación Defilippi (ya en el barrio de Villa Ariza), J.M. Paz, Bacacay y una pequeña calle  interna, Triangelli. Justamente en la esquina formada por las calles Defilippi y J.M. Paz persiste hoy un pequeño sector del pavimento original con unos metros de las vías del viejo tranvía a caballo. 
El Club tradicional del barrio es el C.A.V.A, situado en la calle De Filippi entre Lavalleja y Oribe, en el mismo se practican diferentes deportes tales como el futbol salon, patín artístico, tenis de mesa, natación, taekwondo, artes marciales y un gimnasio dentro de las instalaciones; el Club fue fundado en el año 1929, a partir de 1947 pasó a ser una Sociedad de Fomento, dando un notable impulso a la zona, en el año 2014, se comenzó una remodelación que le dio más confort y posibilidades a los vecinos para elegir actividades deportivas.

## Geografía

### Sismicidad
La región responde a la «subfalla del río Paraná», y a la «subfalla del río de la Plata», con sismicidad baja; y su última expresión se produjo el 5 de junio de 1888 (137 años), a las 3.20 UTC-3, con una magnitud aproximadamente de 5,0 en la escala de Richter (terremoto del Río de la Plata de 1888).
La Defensa Civil municipal debe advertir sobre escuchar y obedecer acerca de 
Área de
- Tormentas severas periódicas
- Baja sismicidad, con silencio sísmico de 137 años